# 중국의 민간신앙

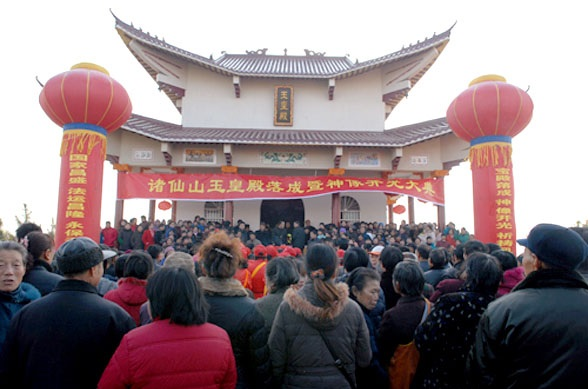

중국 민간신앙(중국어 간체자: 中国民间信仰, 정체자: 中國民間信仰, 병음: Zhōngguó mínjiān xìnyǎng)은 중국, 특히 한족의 전통적인 믿음을 의미한다.
중국 민간신앙은 도교와 밀접한 관계를 가진다. 지역 신앙은 수세기에 걸쳐 체계화된 도교의 영향을 받거나 동화할 수 있었기 때문에 중국의 전통 종교는 도교로 분류되기도 한다. 또한 유교는 중국 전통 종교의 일부 측면, 특히 조상 숭배를 촉진했다. 신자 수는 4억 5400만명으로 세계 인구의 6.6%를 차지하며, 중국의 민속종교는 세계의 주요 종교의 하나라고 할 수 있다. 중국에서는 인구의 30% 이상이 민속 종교를 신앙하고 있다. 중국의 믿음은 사회 정세를 반영하고 있으며, 의미는 다양하다.

## 같이 보기
- 유교
- 도교
- 불교
- 마조
- 힌두교
- 뵌교
- 나례
- 텡그리 신앙
- 중화인민공화국의 종교
- 종교상점
- 풍수
- 개천벽지
- 중국 신화
- 민족 종교